# Анрі Орлеанський
Анрі Філіпп Марія Орлеанський (фр. Henri Philippe Marie d'Orléans; 16 жовтня 1867, Лондон, Велика Британія — 9 серпня 1901, Хошимін, Кохінхіна) — французький принц, сходознавець, фотограф, художник, мандрівник, натураліст та письменник.

## Біографія
Представник Орлеанської гілки династії Бурбонів.
Син французького принца Роберта Філіпа Луї Євгенія Фернанда, герцога Шартрського і Франсуази Орлеанської, дочки Франсуа Орлеанського, принца де Жуанвіль. Онук по батькові Фердинанда Філіпа, герцога Орлеанського, спадкоємця французького престолу в 1830—1842 роках і Олени Мекленбург-Шверінської.
Авантюрист і мисливець, з юності цікавився далекими країнами і здійснив ряд експедицій.
З вересня 1887 по березень 1888 року здійснив експедицію з метою полювання в Сундарбан у дельті Гангу в Індії, потім зі своїм двоюрідним братом Філіпом Орлеанським — в Колкату і Непал. У березні 1888 принц побував в Японії.
У 1889 році, за прикладом свого батька, який фінансував експедицію, разом з дослідником Центральної Азії і Тибету Габріелем Бонвало і католицьким місіонером Константом де Декеном здійснив подорож з Франції на кінній трійці південним Сибіром. Разом з караваном вони дісталися до Семипалатинська, Жаркента (де до них приєднався Констант де Декен, який знав китайську мову), потім по Центральній Азії, до гір Тянь-Шань, пройшли близько 300 км по Туркестану уздовж китайського кордону аж до Індокитаю.
Під час подорожі вони перетнули гірські хребти Тибету. Анрі і Габріель Бонвало стали першими європейцями, які ступили на Тибетське нагір'я.
Результати спостережень були представлені на засіданні Паризького географічного товариства. У 1892 році Бонвало в співавторстві з Анрі опублікував книгу під назвою «De Paris au Tonkin à travers le Tibet [Архівовано 6 березня 2016 у Wayback Machine.] inconnu» [Архівовано 6 березня 2016 у Wayback Machine.], published in 1892),  (Від Парижа до Тонкіна через невідомий Тибет). Книга містила кольорові карти і сто тисяч і вісім ілюстрацій, вигравіюваних по фотографіях принца Анрі Орлеанського. За цю працю обидва мандрівники були нагороджені золотою медаллю Географічного товариства.
У 1892 році принц зробив ще одну дослідницьку подорож до Східної Африки, після цього відвідав Мадагаскар, звідти вирушив у Тонкін у Французькому Індокитаї (нині В'єтнам). У квітні 1892 року відвідав Луанґпрабанґ у Французькому Лаосі. Результати спостережень були опубліковані в газеті «Politique Coloniale» (січень 1893 р.).
Потім Анрі відправився в Ассам. Його подорож в Індію завершилося успішним географічним відкриттям джерела річки Іраваді в районі штату Качин (Британська Бірма). За це відкриття Анрі Орлеанський був нагороджений медаллю Паризького географічного товариства і орденом Почесного легіону.
У 1897 році принц відвідав Ефіопську імперію.
Під час повторної поїздки в Ассам в 1901 році, Анрі Орлеанський помер в Хошиміні. Принц Анрі був англофобом, хоча за його географічні дослідження йому була вручена золота медаль Королівського географічного товариства.
Помер у віці 33 років, одружений не був, нащадків не залишив.